# Ханеску, Виктор
Ви́ктор Хане́ску (корректная транскрипция фамилии — Хэне́ску, рум. Victor Hănescu; родился 21 июля 1981 года в Бухаресте, Румыния) — румынский профессиональный теннисист и теннисный тренер, победитель трёх турниров АТР (один — в одиночном разряде).

## Общая информация
Виктор — старший из двух детей Кристины и Константина Хэнеску; его сестру зовут Ирина. Ныне румын женат: у него и его супруги Андреи есть сын Лука Андрей (род. 2013).
Ханеску начал играть в теннис в семь лет. Коронным элементом своей игры Ханеску считает удар с бэкхенда, ему в равной степени нравится играть на грунтовых и травяных кортах.

## Спортивная карьера
В 1999 году принял участие в первых турнирах уровня ITF Futures. В 2001 году во Фройденштадте дошёл до финала своего первого «челленджера». С этого же года участвует в розыгрыше Кубка Дэвиса в составе сборной Румынии. В 2002 году выиграл свои первые «челленджеры» в парном и одиночном разрядах.
В 2003 году Ханеску выходит в третий круг Открытого чемпионата Франции и Уимблдонского турнира и продвигается в первую сотню сильнейших теннисистов мира по рейтингу АТР. На следующий год он побеждает на турнире в Эшториле шестую ракетку мира Райнера Шуттлера. В 2005 году в одиночном разряде Ханеску вышел в четвертьфинал Открытого чемпионата Франции и вошёл в число 50 сильнейших теннисистов мира. В парах в родном Бухаресте он выходит в первый в карьере финал турнира АТР.
В 2006 году Ханеску выступал только в начале сезона и вернулся к соревнованиям только в начале следующего года, находясь в восьмой сотне рейтинга. Выиграв три «челленджера» за год и дойдя до первого в карьере финала турнира АТР в одиночном разряде, также в Бухаресте, он к концу сезона снова вошёл в первую сотню рейтинга. В 2008 году он принимает участие в олимпийском турнире в Пекине, где проигрывает Гаэлю Монфису во втором круге. Он также выигрывает свои первые турниры АТР в одиночном разряде (в Гштаде) и в парах (в Кицбюэле, Австрия). В конце года он снова вошёл в число 50 сильнейших теннисистов мира. На Открытом чемпионате Франции 2009 года он победил в третьем круге седьмую ракетку мира Жиля Симона, а после выхода в третий круг Уимблдонского турнира поднялся до высшего в карьере 26 места в рейтинге. Сразу после этого он дошёл до финала турнира в Штутгарте в одиночном и парном разрядах.
Лучшим достижением 2010 года стал для Ханеску выход в финал турнира АТР в Касабланке. На следующий год он не только повторил этот результат в Ницце, но и выиграл в Акапулько второй за карьеру турнир АТР в парном разряде. После двух подряд полуфиналов в парном разряде (в Гштаде и Кицбюэле) Ханеску в первый раз в карьере вошёл в сотню лучших игроков в парах.
В 2012 году Ханеску компенсировал слабые выступления в турнирах АТР и Большого шлема успехами в «челленджерах». С июня по сентябрь он выиграл в турнирах этого уровня 35 матчей при всего шести поражениях и завоевал три титула, передвинувшись со 153-го на 58-е место в рейтинге и успешно в девятый раз за десять лет окончил сезон в сотне сильнейших. В 2013 году наиболее успешными результатами в турнирах АТР для него стали июльские полуфиналы в Штутгарте и Гштаде, а в турнирах Большого шлема — третий круг на Открытом чемпионате Франции, что обеспечило Ханеску очередное завершение сезона в сотне сильнейших. В парах же его преследовали неудачи: за первую половину года он ни на одном турнире не сумел выиграть больше одного матча, а во второй и вовсе почти не играл в парном разряде, закончив сезон с балансом 4-13 в турнирах АТР и Большого шлема на 240-м месте в рейтинге. На следующий год на счету Ханеску был один полуфинал в одиночном разряде (в португальском Оэйраше, где он проиграл шестой ракетке мира Томашу Бердыху), а обладателем самого высокого рейтинга из обыгранных им соперников стал Кевин Андерсон — 19-я ракетка мира и первая ракетка турнира в Касабланке. 
В 2015 году Ханеску вновь сосредоточился на игре в «челленджерах», но даже там не завоевал ни одного титула, проиграв по одному разу в финалах в одиночном и парном разрядах. За 2016 год он провёл только несколько турниров, все в первой половине года, став финалистом «фьючерса» в Плантейшене (Флорида) в феврале, будучи уже на 288-м месте в рейтинге. После завершения активных выступлений Ханеску открыл в Бухаресте собственную теннисную академию.

## Рейтинг на конец года
| Год  | Одиночный рейтинг | Парный рейтинг |
| 2015 | 279               | 729            |
| 2014 | 122               | 878            |
| 2013 | 80                | 240            |
| 2012 | 62                | 283            |
| 2011 | 90                | 107            |
| 2010 | 51                | 480            |
| 2009 | 48                | 135            |
| 2008 | 50                | 145            |
| 2007 | 76                | 265            |
| 2006 | 646               | 1 420          |
| 2005 | 35                | 183            |
| 2004 | 92                | 743            |
| 2003 | 70                | 771            |
| 2002 | 172               | 247            |
| 2001 | 212               | 512            |
| 2000 | 477               | 648            |
| 1999 | 1 231             | 1 087          |

## Выступления на турнирах

### Финалы турнировATPв одиночном разряде (5)

#### Победа (1)
| Легенда                                |
| -------------------------------------- |
| Турниры Большого шлема (0)             |
| Кубок Мастерс / финал АТР-тура (0)     |
| ATP Мастерс / ATP Мастерс 1000 (0)     |
| АТР International Gold / АТР 500 (0+2) |
| АТР International / АТР 250 (1)        |

| Титулы по покрытиям | Титулы по месту проведения матчей турнира |
| ------------------- | ----------------------------------------- |
| Хард (0)            | Зал (0)                                   |
| Грунт (1+2)         | Зал (0)                                   |
| Трава (0)           | Открытый воздух (1+2)                     |
| Ковёр (0)           | Открытый воздух (1+2)                     |

| №  | Дата         | Турнир           | Покрытие | Соперник в финале | Счёт    |
| 1. | 13 июля 2008 | Гштад, Швейцария | Грунт    | Игорь Андреев     | 6-3 6-4 |

#### Поражения (4)
| №  | Дата             | Турнир              | Покрытие | Соперник в финале  | Счёт           |
| 1. | 16 сентября 2007 | Бухарест, Румыния   | Грунт    | Жиль Симон         | 6-4 3-6 2-6    |
| 2. | 19 июля 2009     | Штутгарт, Германия  | Грунт    | Жереми Шарди       | 6-1 3-6 4-6    |
| 3. | 11 апреля 2010   | Касабланка, Марокко | Грунт    | Станислас Вавринка | 2-6 3-6        |
| 4. | 21 мая 2011      | Ницца, Франция      | Грунт    | Николас Альмагро   | 7-6(5) 3-6 3-6 |

### Финалы челленджеров и фьючерсов в одиночном разряде (24)

#### Победы (13)
| Условные обозначения |
| Челленджеры (8+2)    |
| Фьючерсы (5+2)       |

| Титулы по покрытиям | Титулы по месту проведения матчей турнира |
| ------------------- | ----------------------------------------- |
| Хард (1)            | Зал (0)                                   |
| Грунт (12+4)        | Зал (0)                                   |
| Трава (0)           | Открытый воздух (13+4)                    |
| Ковёр (0)           | Открытый воздух (13+4)                    |

| №   | Дата             | Турнир                          | Покрытие | Соперник в финале      | Счёт           |
| 1.  | 23 апреля 2000   | Сплит, Хорватия                 | Грунт    | Рогир Вассен           | 6-3 6-2        |
| 2.  | 22 октября 2000  | Эшпинью, Португалия             | Хард     | Радован Светлик        | 6-4 6-7(6) 6-2 |
| 3.  | 6 мая 2001       | Левице, Словакия                | Грунт    | Иван Берош             | 6-4 4-6 6-1    |
| 4.  | 13 мая 2001      | Прьевидза, Словакия             | Грунт    | Петр Лукса             | 6-2 6-1        |
| 5.  | 15 июля 2001     | Бухарест, Румыния               | Грунт    | Артемон Апосту-Ефремов | 7-6(2) 6-4     |
| 6.  | 29 сентября 2002 | Майа, Португалия                | Грунт    | Оскар Эрнандес Перес   | 6-1 3-6 6-3    |
| 7.  | 9 октября 2004   | Рим, Италия                     | Грунт    | Франческо Алди         | 7-6(4) 6-2     |
| 8.  | 5 августа 2007   | Тимишоара, Румыния              | Грунт    | Сантьяго Вентура       | 7-6(2) 6-3     |
| 9.  | 18 августа 2007  | Грац, Австрия                   | Грунт    | Леонардо Майер         | 7-6(4) 6-2     |
| 10. | 30 сентября 2007 | Бухарест, Румыния               | Грунт    | Марсель Гранольерс     | 7-6(6) 6-1     |
| 11. | 15 июля 2012     | Тимишоара, Румыния              | Грунт    | Гийом Рюфен            | 6-0 6-3        |
| 12. | 16 сентября 2012 | Баня-Лука, Босния и Герцеговина | Грунт    | Андреас Хайдер-Маурер  | 6-4 6-1        |
| 13. | 23 сентября 2012 | Щецин, Польша                   | Грунт    | Иньиго Сервантес Уэгун | 6-4 7-5        |

#### Поражения (11)
| №   | Дата             | Турнир                          | Покрытие | Соперник в финале       | Счёт              |
| 1.  | 29 октября 2000  | Эшпинью, Португалия             | Хард     | Эмануэль Коуту          | 7-6(2) 6-7(5) 4-6 |
| 2.  | 8 июля 2001      | Бухарест, Румыния               | Грунт    | Константинос Икономидис | 7-6(2) 2-6 1-6    |
| 3.  | 2 сентября 2001  | Фройденштадт, Германия          | Грунт    | Альберт Монтаньес       | 0-6 3-6           |
| 4.  | 4 мая 2003       | Рим, Италия                     | Грунт    | Джорджо Галимберти      | 2-6 4-6           |
| 5.  | 24 июня 2007     | Милан, Италия                   | Грунт    | Сантьяго Вентура        | 3-6 5-7           |
| 6.  | 16 ноября 2008   | Днепропетровск, Украина         | Хард(i)  | Фабрис Санторо          | 2-6 3-6           |
| 7.  | 8 июля 2012      | Арад, Румыния                   | Грунт    | Факундо Багнис          | 4-6 4-6           |
| 8.  | 22 июля 2012     | Гре-Дуасо, Бельгия              | Грунт    | Тимо де Баккер          | 4-6 6-3 5-7       |
| 9.  | 12 августа 2012  | Сибиу, Румыния                  | Грунт    | Адриан Унгур            | 4-6 6-7(1)        |
| 10. | 20 сентября 2015 | Баня-Лука, Босния и Герцеговина | Грунт    | Душан Лайович           | 6-7(5) 6-7(5)     |
| 11. | 21 февраля 2016  | Плантейшен, США                 | Грунт    | Хуан Карлос Саес        | 3-6 6-2 6-7(5)    |

### Финалы турнировATPв парном разряде (4)

#### Победы (2)
| №  | Дата            | Турнир             | Покрытие | Партнёр          | Соперники в финале             | Счёт    |
| 1. | 20 июля 2008    | Кицбюэль, Австрия  | Грунт    | Джеймс Серретани | Лукас Арнольд Кер Оливье Рохус | 6-3 7-5 |
| 2. | 26 февраля 2011 | Акапулько, Мексика | Грунт    | Хория Текэу      | Марсело Мело Бруно Соарес      | 6-1 6-3 |

#### Поражения (2)
| №  | Дата             | Турнир             | Покрытие | Партнёр      | Соперники в финале              | Счёт        |
| 1. | 18 сентября 2005 | Бухарест, Румыния  | Грунт    | Андрей Павел | Хосе Акасусо Себастьян Прието   | 3-6 6-4 3-6 |
| 2. | 19 июля 2009     | Штутгарт, Германия | Грунт    | Хория Текэу  | Михал Мертиняк Франтишек Чермак | 5-7 4-6     |

### Финалы челленджеров и фьючерсов в парном разряде (6)

#### Победы (4)
| №  | Дата            | Турнир              | Покрытие | Партнёр              | Соперники в финале                     | Счёт        |
| 1. | 13 мая 2001     | Прьевидза, Словакия | Грунт    | Виктор Брутанс       | Дидак Перес-Минарро Мариуш Фирстенберг | 2-6 6-2 6-0 |
| 2. | 15 июля 2001    | Бухарест, Румыния   | Грунт    | Виктор Йоницэ        | Мариус Калугару Марк Эберлинг          | 6-4 6-1     |
| 3. | 2 июня 2002     | Турин, Италия       | Грунт    | Оскар Эрнандес Перес | Денис Голованов Вадим Куценко          | 6-4 6-3     |
| 4. | 25 августа 2002 | Женева, Швейцария   | Грунт    | Леонардо Ольгуин     | Орлин Станойчев Андрес Шнайтер         | 1-6 6-4 6-4 |

#### Поражения (2)
| №  | Дата             | Турнир                        | Покрытие | Партнёр      | Соперники в финале                                       | Счёт              |
| 1. | 30 апреля 2000   | Сплит, Хорватия               | Грунт    | Маик Нерер   | Анхель-Хосе Мартин-Арройо Алехандро Соррентини-Гутьеррес | 5-7 7-5 3-6       |
| 2. | 13 сентября 2015 | Алфен-ан-ден-Рейн, Нидерланды | Грунт    | Адриан Унгур | Тобиас Камке Ян-Леннард Штруфф                           | 6-7(1) 6-3 [7-10] |